# Tecomanthe burungu
Tecomanthe burungu, широко известна като тромпетна лоза Roaring Meg Creek или розова тромпетна лоза (да не се бърка с Podranea), e катерлива цъфтяща лоза от семейство Бигнониеви (Bignoniaceae), родом от Куинсланд, Австралия.

## Название
Таксонът е записан в Австралийското преброяване на растенията през 2010 г. като Tecomanthe sp. Roaring Meg и официално е описан през 2018 г. Названието „Roaring Meg“ е препратка към „Ревящата Мег“ – името на няколко мощни оръдия, използвани през 17 век, поради сходство във формата.

## Приложение
Растенията се култивират заради техните декоративни розови тръбни цветя.